# Shoreline (Washington)
Shoreline es una ciudad ubicada en el condado de King en el estado estadounidense de Washington. En el año 2000 tenía una población de 53.025 habitantes y una densidad poblacional de 1.755,2 personas por km².

## Geografía
Shoreline se encuentra ubicada en las coordenadas 47°45′23″N 122°20′23″O / 47.75639, -122.33972.

## Demografía
Según la Oficina del Censo en 2000 los ingresos medios por hogar en la localidad eran de $51.658, y los ingresos medios por familia eran $61.450. Los hombres tenían unos ingresos medios de $40.955 frente a los $33.165 para las mujeres. La renta per cápita para la localidad era de $24.959. Alrededor del 6,9% de la población estaban por debajo del umbral de pobreza.